# 職業紹介優良事業者認定制度
職業紹介優良事業者認定制度（しょくぎょうしょうかいゆうりょうじぎょうしゃにんていせいど）は、「優れた職業紹介サービスの提供に取り組み、健全な運営を果たしている民営職業紹介事業所を推奨し、その取組みが他の事業所へ波及することを通じて、その機能がさらに向上」していくことを目的として、創設された認定制度。「職業紹介優良事業者行動指針」を遵守し、適正な業務運営と経営改善努力を行ない、一定の基準を満たした事業者を優良認定する国（厚生労働省）の委託事業。